# Manuel Mendoza
Manuel Mendoza, pseudonimo di Eliseu Manuel de Mendonça Paulino (Luanda, 1º gennaio 1947), è un ex calciatore portoghese, di ruolo attaccante.

## Biografia
Mendoza è nato a Luanda, nell'Africa Occidentale Portoghese; suoi fratelli sono gli ex-calciatori Jorge Alberto Mendonça e Fernando Mendonça.

## Carriera
Formatosi nell'Atlético Madrid, nel dicembre 1966 viene ingaggiato dal Rennes, nello stesso periodo dello jugoslavo Silvester Takač. Con il club bretone ha esordito nella sconfitta esterna per 4-0 contro il Sedan dell'8 gennaio 1967. Chiuse la Division 1 1966-1967 all'undicesimo posto finale mentre raggiunse le semifinali della Coppa di Francia 1966-1967. In totale con i rossoneri ha giocato 6 incontri di campionato ed uno di coppa. Al termine dell'esperienza francese milita brevemente nel Real Betis e nel Plus Ultra.
Nel 1968 si trasferì negli Stati Uniti d'America per giocare con i Cleveland Stokers, con cui raggiunse le semifinali della prima edizione della NASL. In totale ha giocato 23 incontri, segnando 10 reti.
Nel 1969 torna in Europa per giocare con i turchi del Boluspor. Con il club di Bolu vince la Türkiye 2. Futbol Ligi 1969-1970, ottenendo così la promozione nella massima serie turca. La stagione seguente ottiene il tredicesimo posto nella Türkiye 1.Lig 1970-1971.

## Palmarès
- TFF 1. Lig: 1

Boluspor: 1969-1970